# 富田地区 (倉敷市)
富田地区（とみたちく）は、岡山県倉敷市玉島地域にある地区である。かつての浅口郡富田村（とみたそん）に相当する。現在の住所表記における玉島八島（たましまやしま）、玉島道越（たましまみちごえ）、玉島道口（たましまみちぐち）、玉島富（たましまとみ）にあたる。

## 地理
玉島の北西部にあたるエリアである。富田村以前の旧道口村（みちぐちそん）だった富（とみ）と道口、同様に旧池田村（いけだそん）だった道越（みちごえ）と八島（やしま）の4地区からなる。小学校区において、八島の一部は玉島小学校区となっている（それ以外の八島の大半は富田小学校区）。
エリアの北半分は丘陵地帯、中央から南部は平野部となっている。平野部の大半は、江戸時代の17世紀（寛文年間）に干拓により開かれた新田（道越新田）である。
丘陵地ではモモ、ナシ、ブドウの栽培が盛んで、県内有数の産地の一つとなっている。平野部は田畑が広がり、稲作や野菜栽培が盛んである。その一方で、近年には幹線道路が整備され、商店や住宅が多くなっている。その他、かつては除虫菊の生産が盛んであったが、現在は衰退している。
地区南部を国道2号玉島バイパスや旧国道2号が東西に通過、さらに矢掛町方面と玉島中心部を結ぶ主要県道も通過している。

## 地域

### 道口

#### 道口
玉島地域北西部端に位置し、山陽本線北西の山寄の地区である。
中世の終りから近世初め頃まで、当地南部まで海が湾入していた。沿岸部には道口津（みちぐちのつ）・道口港（みちぐちのみなと、みちぐちこう）と呼ばれる大きな港があった。港から北の弥高山（やたかやま）などの山地を越え、山陽道へ連絡する道があったため、その入口の地区であることから道口と呼ばれたという説がある。
江戸時代、寛永9年に備前国岡山藩の所領となる。当時は浅口郡上竹村（現・浅口市金光町上竹）の枝村の扱いであった。

#### 富
玉島北西端に位置する山中の地区で、中部は盆地状にあっている。北の矢掛町・真備町との境界には弥高山がそびえている。中央部を南北に、玉島中心部と矢掛方面を結ぶ主要県道が通過、また東西に備南広域農道が通過している。
古代においては『和名抄』に載る備中国浅口郡占見郷の一部とされ、その東部にあたるといわれている。中世には多気庄（たけしょう、たけのしょう）もしくは冨田庄の荘園に属していたのではないかとされる。
江戸時代になると、寛永9年に備前国岡山藩領となった。正保期の古図には浅口郡上竹村の枝村として記載されている。
丘陵地が多いため、モモ・ブドウ・ナシなどの果樹栽培が盛んである。一方、前述の県道周辺には商店企業も多い。

### 池田

#### 道越
玉島地域の西端に位置する平野地帯である。近世初め頃まで当地は海域であり、吉備の穴海（きびのあなうみ）のと呼ばれた海の西部にあたり、甕の海（もたいのうみ）や玉の浦（たまのうら）と呼ばれていた。
江戸時代、付近を所領した備前国岡山藩の藩主・池田家が、新田開発のために干拓事業を行い、道越新田として当地は誕生した。当時は田90町2反の規模であった。寛文11年に鴨方藩（当時は岡山新田藩）が立藩すると、その領地となった。元禄期の検地帳には、石高1698石9斗9升と記載されている。なお、浅口郡下竹村（現在の浅口市金光町下竹、元禄期の検地帳では455石3斗5合）が枝村となったが、下竹村は岡山藩領となった。
現在、地区南部を国道2号玉島バイパスおよび旧国道2号が東西に通過している。また矢掛方面と結ぶ主要県道も当地から分岐している。
古くから田畑が多く、稲作や野菜栽培が盛んであるが、近年は一部住宅地が多くなっている。

#### 八島
玉島地域の中央北部に位置する。山陽本線から南側一帯から北部丘陵南麓にあたり、平野部が大半を占める。道越同様近世初頭まで海域であった。海域には七島（ななしま）と呼ばれる七つの小島があった。江戸時代初頭まで沿岸部であった現在の八島北部の丘陵南麓部は、亀山村（かめやまそん）と呼ばれ、上竹村（現在の浅口市金光町）の枝村であった。
寛文年間から、岡山藩主・池田家の主導で、干拓による新田開発が行われ、寛文元年に上竹新田、同12年に前述の道越新田、および島地新田、さらには七島新田が相次いで完成した。また同年に岡山藩より鴨方村に陣屋を構える岡山新田藩（後の鴨方藩）が立藩することとなり、同時に七島・島地・道越・上竹の各新田は岡山新田藩領に移った。なお、亀山村は岡山藩領のままであった。
明治になると、明治10年に亀山村と七島村が合併、八島村（やしまそん）を新設した。七島村に亀山の1村が加わったので、7に1を足して八島としたのが地名の由来である。明治22年に隣接する道越村と合併し、江戸時代の岡山藩主・岡山新田藩主の池田氏に由来して池田村を新設した。八島は同村の大字となる。その後は、道口村と合併し、富田村となり、さらに玉島市を経て新しい倉敷市となり、現在に至っている。
江戸期より稲作を中心とした農業が盛んである。現在も広大な平野部を中心に田畑が広がるが、玉島の中心に近いことや、国道2号線などの主要幹線道路が通ることなどから、道路周辺を中心に商店・企業・住宅も多くなっている。主要産物はコメの他、ムギ、モモ、ブドウ、ビワ、ナシなど。近年は少なくなったが、かつては葉タバコや除虫菊の生産も多かった。
亀山には、玉依姫を祀る神前（かんざき）神社があり、その後背の畑に古代の土器の窯跡が見つかっており、そこで発見された土器の破片は亀山式土器と呼ばれる。

## 人口・世帯数
2012年（平成24年）9月末現在。
| 町字     | 世帯数 | 男性人口 | 女性人口 | 総人口 | 備考 |
| -------- | ------ | -------- | -------- | ------ | ---- |
| 玉島八島 | 1984   | 2497     | 2761     | 5258   |      |
| 玉島道越 | 573    | 701      | 804      | 1505   |      |
| 玉島道口 | 861    | 1037     | 1106     | 2143   |      |
| 玉島富   | 129    | 154      | 160      | 314    |      |
| 合計     | 3547   | 4389     | 4831     | 9220   |      |

## 通信

### 電話番号
富田地区を含む玉島地域は倉敷MAに属し、市外局番は086。これは倉敷市の他地域に加え都窪郡早島町および岡山市南区の一部（植松・西畦・箕島）と共通となる。

### 郵便番号
玉島地域は玉島郵便局（郵便区番号713）が集配業務を担当している。
- 玉島八島 - 713-8113
- 玉島道越 - 713-8114
- 玉島道口 - 713-8115
- 玉島富 - 713-8116

## 学区
小学校区
八島の一部のみ、倉敷市立玉島小学校区。残る全域は、倉敷市立富田小学校区。
中学校区
八島の一部のみ、倉敷市立玉島西中学校区。残る全域は、倉敷市立玉島北中学校区。

## 産業
- 農業 - モモ、ブドウ、ナシ、ビワ、ムギ、コメなど（タバコ、除虫菊は衰退）

## 主要施設
教育・保育施設
- 倉敷市立玉島北中学校
- 作陽学園高等学校
- 倉敷市立富田小学校
- 倉敷市立富田幼稚園
- 倉敷市立富田保育園
- ルンビニ保育園

商業施設等
- 両備ストア「パークス」（スーパー）
- セブン-イレブン倉敷玉島八島店
- 玉島富田郵便局

港湾
- 水島港玉島地区

神社仏閣
- 神前神社
- 八幡神社

他
- JAライスセンター

## 名所・旧跡
- 神前神社
- 亀山式土器窯跡

## 交通

### 一般道路
- 国道2号
- 岡山県道35号倉敷成羽線
- 岡山県道60号倉敷笠岡線
- 備南広域農道

### 高速道路
- 山陽自動車道
  - 道口パーキングエリア